# حطاطات القضيب اللؤلؤية
حطاطات القضيب اللؤلؤية Pearly penile papules) ( PPPs ) هي نتوءات صغيرة طبيعية يمكن أن تحدث على القضيب. وهي تختلف في الحجم من 1 إلى 4 مم، غالبا ما تكون بيضاء أو بلون اللحم، ناعمة و مغطاة بقبة، و تظهر في صف واحد أو عدة صفوف حول حافة رأس القضيب و أحيانًا على العمود.و لدى الأشخاص ذوي البشرة السوداء، تظهر بشكل عام بلون أبيض. رغم ءلك، فهي غير مؤلمة وغير سرطانية و غير ضارة أيضا.
إنها نوع من الورم الليفي الوعائي، و وظيفتها غير مفهومة جيدًا. يتم وصفها أحيانًا على أنها بقايا أشواك القضيب، وهي ميزة حساسة موجودة في نفس الموقع في الرئيسيات الأخرى. تفرز PPPs الزيت الذي يرطب رأس القضيب. و تشخص عن طريق التصوير. في تنظير الجلد، تظهر في نمط يشبه الحصى، مع أوعية دموية مركزية منقطة أو على شكل فاصلة بدون قشور. أما فحص خزعة الأنسجة فيُظهر وجود نسيج ضام كثيف وخلايا ليفية والعديد من الأوعية الدموية أيضاً. في بعض الأحيان يتم الخلط بينها و بين الثآليل التناسلية، أو المليساء المعدية، أو تضخم الدهني، أو الحزاز الساطع.
بشكل عام، لا حاجة للعلاج. بعد الإستشارة الطبية، قد يكون العلاج بالتبريد أو العلاج بالليزر أو الجراحة الاستأصاليةخيارات لأسباب تجميلية. بعض العلاجات المنزلية التي تحتوي على مواد أكالة يمكن أن تكون ضارة. وهي لا تنتشر وغالباً ما تتراجع تلقائياً.
تعتبر PPP شائعة، وتحدث لدى ما يصل إلى نصف الشباب الذكور. وهي أكثر شيوعًا عند الأشخاص غير المختونين. اكتشفت لأول مرة في عام 1700 و صيغ مصطلح "حطاطات القضيب اللؤلؤية" في عام 1964. و يجد البعض أنها مزعجة عند النظر إليها، بسبب تشابهها مع بعض الأمراض المنقولة جنسياً.